# Canta in italiano
Canta in italiano è una raccolta della cantante italo-francese Dalida, pubblicata nel 1969 da Barclay. 
Condivide alcune canzoni con gli album Dalida del 1967 e Un po' d'amore del 1968. 
In questa raccolta sono presenti sia alcuni brani famosi della cantante (come Dan Dan Dan, che le fece vincere Partitissima nel 1967) sia canzoni mai cantate in Italia. 
Contiene la versione italiana del suo popolare brano Le temps des fleurs, intitolata Quelli erano giorni.
All'interno è presente anche una cover del brano Casatchock, già interpretato dalla cantante italiana Dori Ghezzi nel 1968. Dalida canterà questa canzone anche in una versione tradotta in tedesco, con il titolo Petruschka.
Questa raccolta è tutt'oggi molto ricercata dai collezionisti. 

## Tracce
Lato A
1. Aranjuez la tua voce
2. Un po' d'amore
3. Da, dan, dan
4. La speranza è una stanza
5. Sola più che mai
6. Zum, zum, zum (versione in spagnolo)

Lato B
1. Casatchok
2. Le promesse d'amore
3. Lacrime e pioggia
4. L'ultimo valzer
5. Amare per vivere
6. Quelli erano giorni